# Aleppo-Kiefer
Die Aleppo-Kiefer (Pinus halepensis) ist eine Pflanzenart aus der Gattung der Kiefern (Pinus) innerhalb der Familie der Kieferngewächse (Pinaceae). Das natürliche Verbreitungsgebiet liegt im Mittelmeerraum. Der weitere deutsche Trivialname „See-Kiefer“ ist jedoch irreführend, weil auch die nahe verwandte Art Pinus pinaster so bezeichnet wird.

## Beschreibung und Ökologie

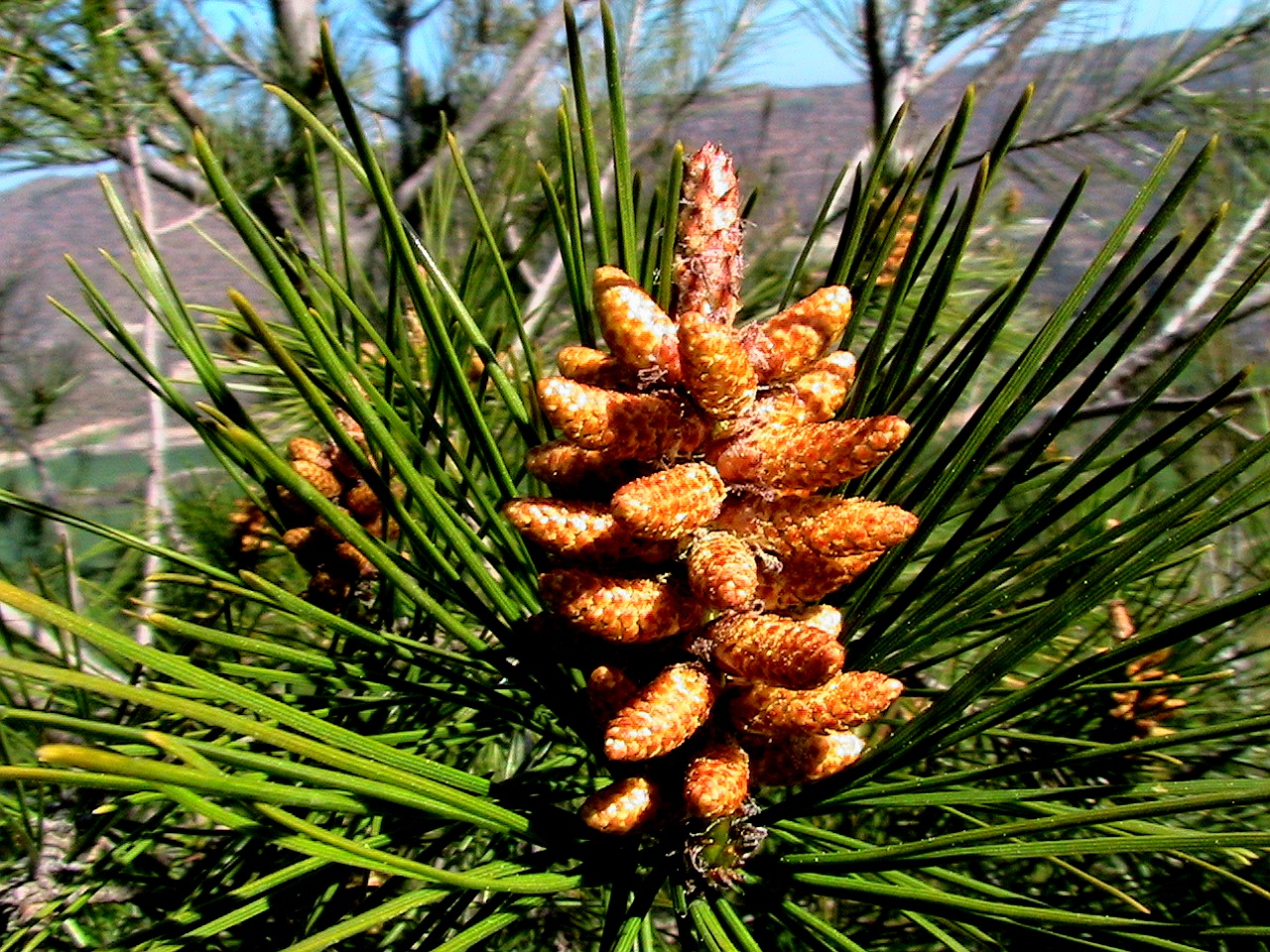
Männlicher Blütenstand

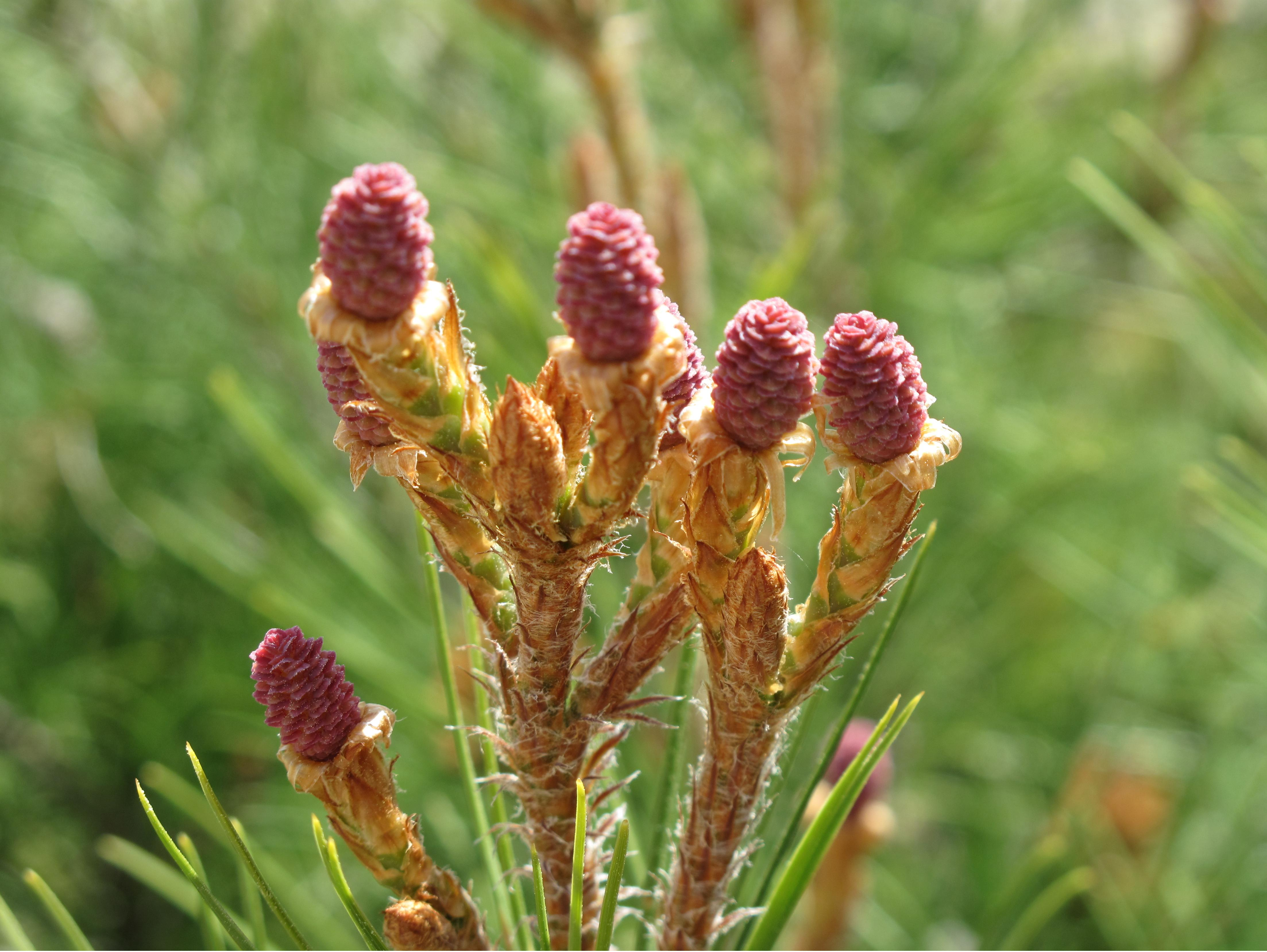
Junge weibliche Zapfen

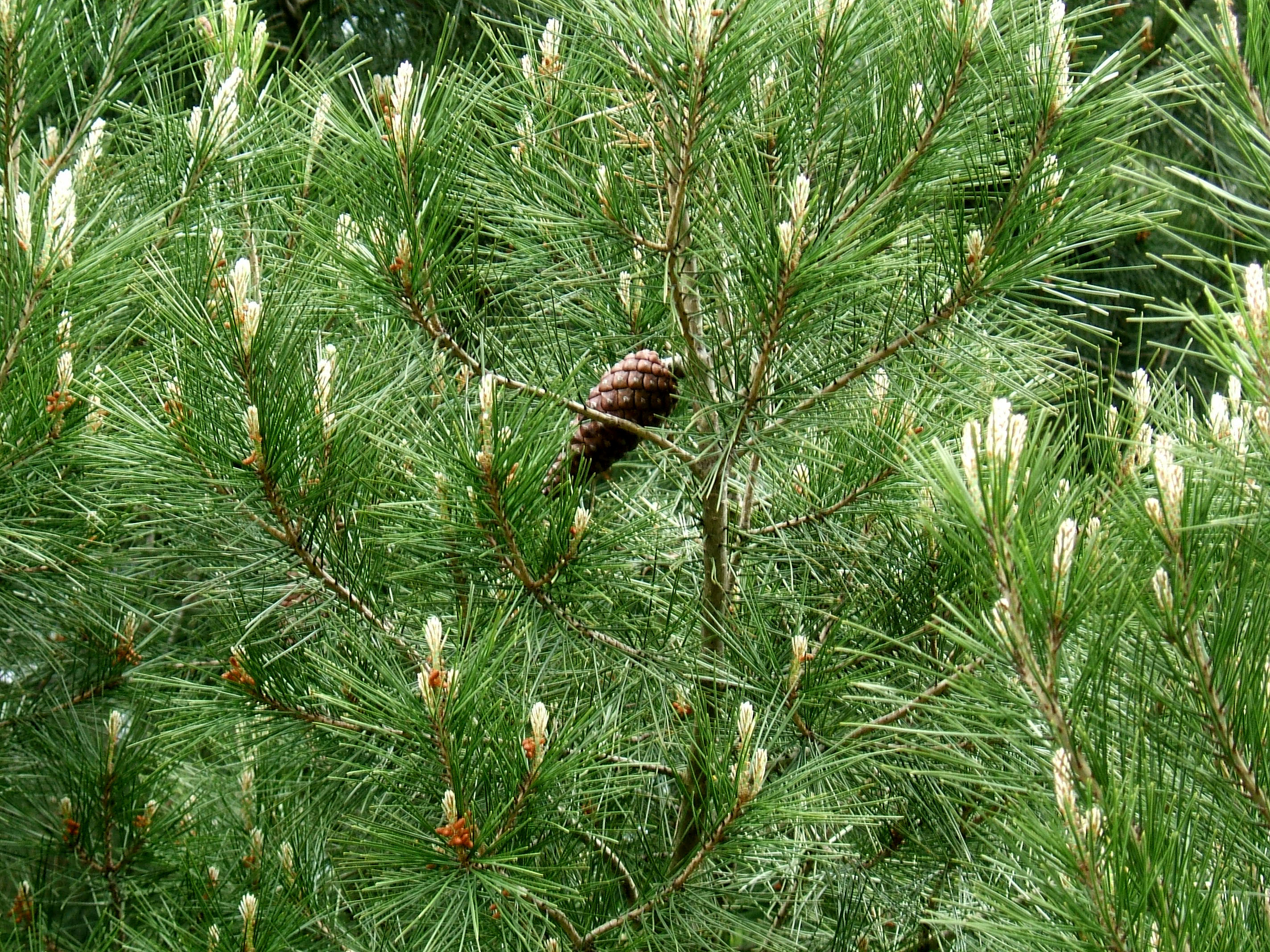
Zweig mit Zapfen

### Habitus
Die Aleppo-Kiefer ist ein Baum, der meist Wuchshöhen von 10 bis 20, selten auch 25 Metern erreicht. Die Bestände bestehen meist aus krummstämmigen Baumxemplaren, auf Optimalstandorten wachsen sie auch gerade. Die Kronenform ist je nach Alter und Herkunft verschieden. Junge Aleppo-Kiefern haben eine konische Krone, später wird sie breit und stockwerkartig. Pflanzenexemplare von den Hochlagen Euböas und Elanis sind auch im Alter schmalkronig und feinastig, Pflanzenexemplare dieser Herkunft erreichen Brusthöhendurchmesser von 70 bis 80 Zentimetern.

### Nadeln
Die Nadeln stehen zu zweit an Kurztrieben, sind hell-grün und sind 7 bis 15 Zentimeter lang; ihre Dicke beträgt 0,4 bis 0,6 Millimeter, die Breite 0,6 bis 1,0 Millimeter, sie sind gerade bis leicht gedreht. Am Rand sitzen pro Zentimeter 40 bis 60 kleine Zähne. Die Nadeln verbleiben zwei Jahre am Baum. Im Nadelquerschnitt sind bei jungen Baumxemplaren zwei randständige Harzkanäle zu erkennen, bei alten Bäumen drei bis acht. Die drei Nadelscheiden sind bis zu 6,2 Millimeter lang und überdauern bis zum Abwurf der Nadeln.

### Blüten, Zapfen und Samen

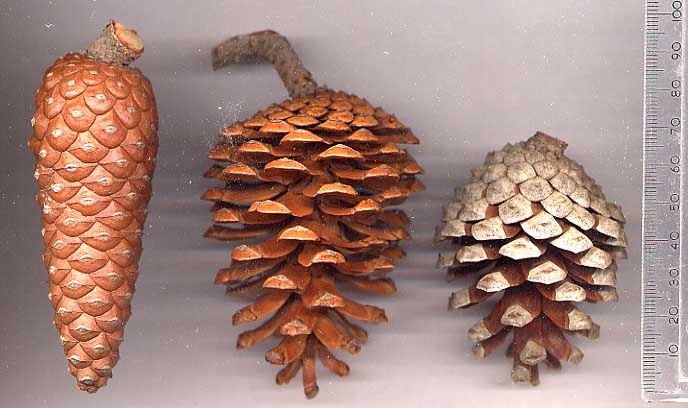
Zapfen

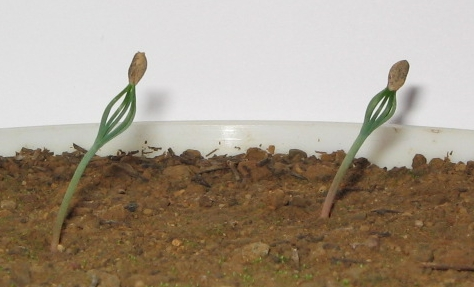
Drei Tage alte Keimlinge

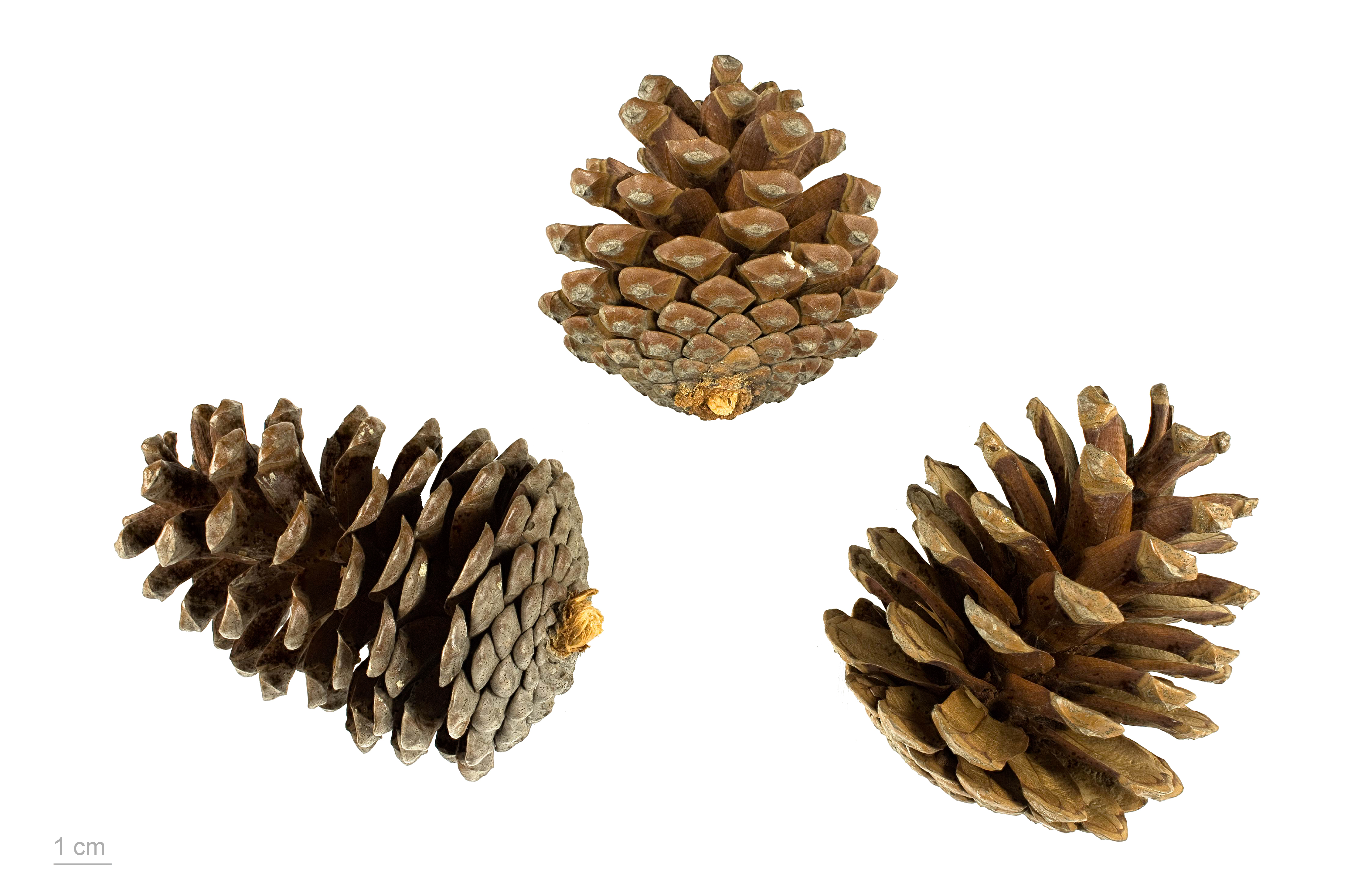
Zapfen von Pinus halepensis

Die Blütezeit erfolgt je nach Standort zwischen März und April. Erste weibliche Blütenzapfen werden zum Teil schon mit drei Jahren gebildet, männliche meist ein Jahr später. Die männlichen Blütenzapfen sind zu Beginn grün und zur Reife gelb. Weibliche Blütenzapfen sind am Beginn purpurrot, zur Anthese rot. Sie stehen am Beginn aufrecht an einem 1 Zentimeter langen Stiel, nach der Bestäubung biegen sie sich nach unten.
Die Zapfen stehen zu zweit oder dritt in Gruppen, der Stiel ist kräftig und nach unten gebogen. Die reifen Zapfen sind bei einer Länge von 4,3 bis 10 Zentimetern eiförmig und an der breitesten Stelle ist der Durchmesser 2,5 bis 4,2 Zentimeter. Die Zapfen sind gerade oder höchstens leicht gekrümmt. Die Zapfenschuppen bilden eine glänzende, fast flache, rhombische und quergekielte Apophyse, die einen deutlichen Nabel (Umbo) ohne Dorn trägt. Die Reife erfolgt im zweiten Jahr nach der Bestäubung. Die Öffnung der Zapfen erfolgt dann im Verlauf von mehreren Jahren. Reife Zapfen sind braun, werden mit zunehmendem Alter häufig asch-grau bis dunkel-grau. Die Keimkraft der Samen bleibt 12 Jahre und länger hoch. Nach einem Waldbrand oder nach dem Fällen des Baumes öffnen sich die Zapfen rasch und ermöglichen so eine Verjüngung.
Die Samen sind hell- bis dunkelgrau gefleckt, 5,8 Millimeter lang und 1,5 bis 3,8 Millimeter dick. Sie haben einen 1,6 bis 3,2 Zentimeter langen Flügel. Die Tausendkornmasse beträgt je nach Herkunft 13 bis 22 Gramm. Die Keimrate von rund 90 % wird durch Feuer nicht erhöht, die Art ist kein echter Pyrophyt, besiedelt jedoch häufig Brandflächen.
Die Sämlinge haben 7 bis 8 Keimblätter von rund 2,5 cm Länge. Im ersten Jahr erreichen sie 30 Zentimeter Höhe und bilden in dieser Zeit ausschließlich Primärnadeln, die bläulich grün und rund 2,2 Zentimeter lang sind.

### Chromosomenzahl
Die Chromosomenzahl beträgt 2n = 24.

### Wurzelsystem
Die Aleppo-Kiefer bildet eine Pfahlwurzel, Haupt- und kräftige Lateralwurzeln dringen auf tiefgründigen und wohldrainierten Böden in Tiefen von bis zu 3 Metern vor. Auf flachgründigen Standorten werden lange und starke Seitenwurzeln gebildet die den Baum so verankern.
Häufige Ektomykorrhiza-Partner sind der Tonblasse Fälbling (Hebeloma crustuliniforme), der Edel-Reizker (Lactarius deliciosus), der Violette Rötelritterling (Lepista nuda), der Zitronenblättrige Täubling (Russula sardonia), der Kuh-Röhrling (Suillus bovinus), Pisolithus tinctorius, Thelephora terrestris und Tricholoma albobrunneum. Diese Mykorrhiza-Partnerschaften sichern das Überleben der Art an trockenen und nährstoffarmen Standorten entlang der Mittelmeerküste.

### Borke

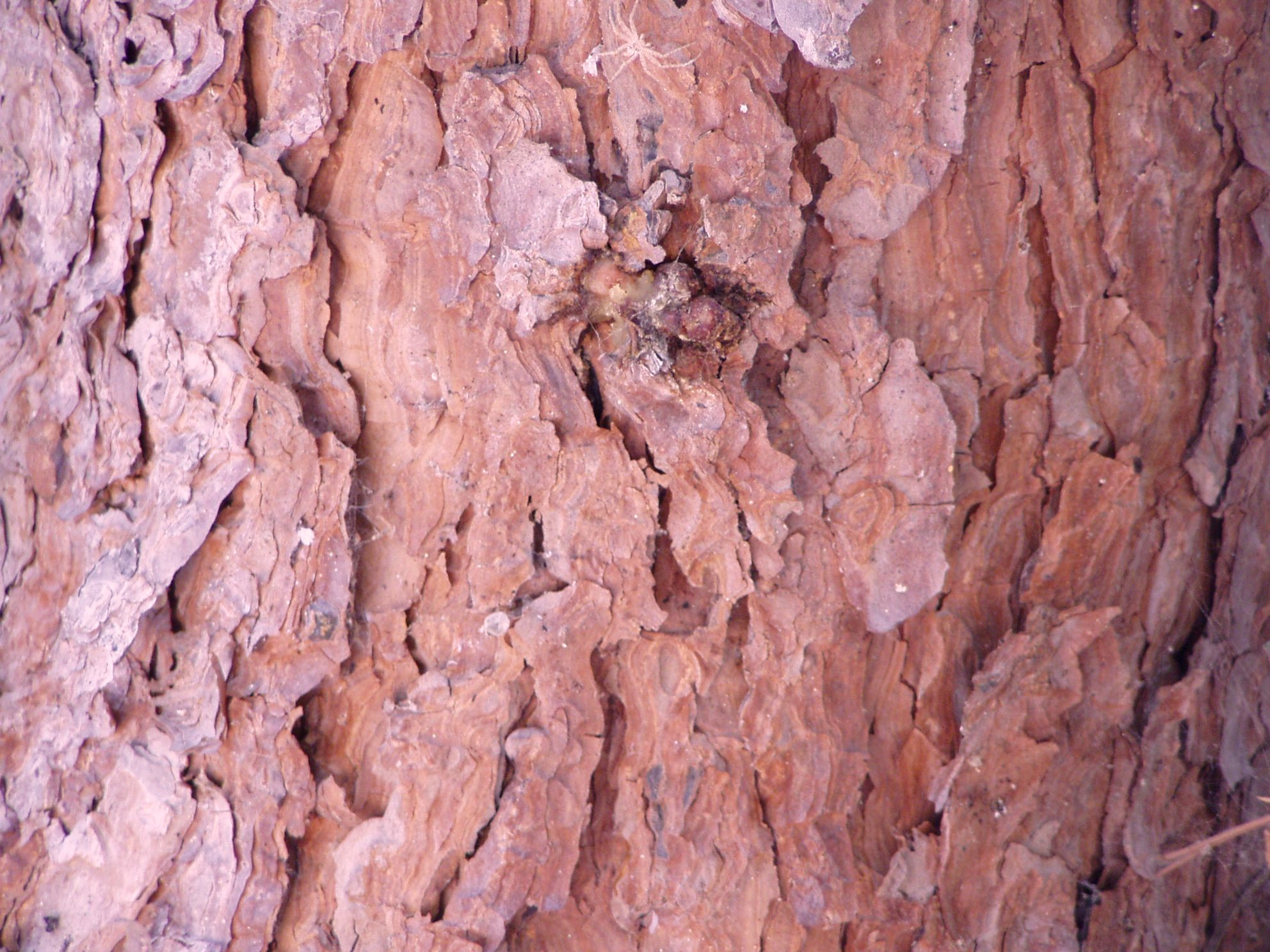
Borke

Junge Zweige haben zunächst eine braun-grüne, später eine asch-graue Rinde. Die Borke zeigt herkunftsspezifische Unterschiede. In Osteuropa ist die Borke rissig, rau und dunkel-braun; in Nordafrika glatt und hell-braun bis weiß; in Marokko schuppig; und in Westeuropa glatt bis rissig.

### Holz
Das Holz ist reich an Harz und von mittlerer Qualität. Das rötlich-braune Kernholz wird von einem gelblich-weißen Splint umgeben. Im Querschnitt sind zahlreiche Harzkanäle erkennbar. Aufgrund des hohen Harzgehaltes lässt es sich nur mäßig gut bearbeiten.
| Mechanische Eigenschaften | Wert | Einheit |
| ------------------------- | ---- | ------- |
| Darrdichte (r0)           | 0,71 | g/cm³   |
| Rohdichte (r12)           | 0,75 | g/cm³   |
| Druckfestigkeit (axial)   | 55   | N/mm²   |
| Biegefestigkeit           | 119  | N/mm²   |
| Schwindung, Volumen       | 12,2 | %       |

## Verbreitung und Standort

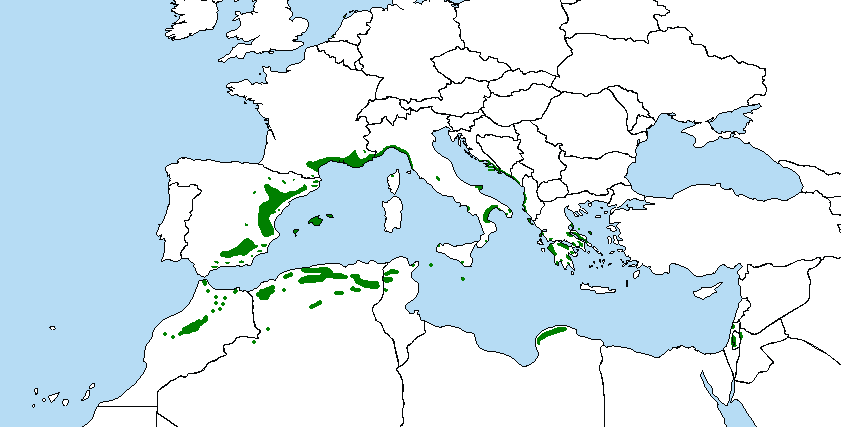
Verbreitungsgebiet der Aleppo-Kiefer

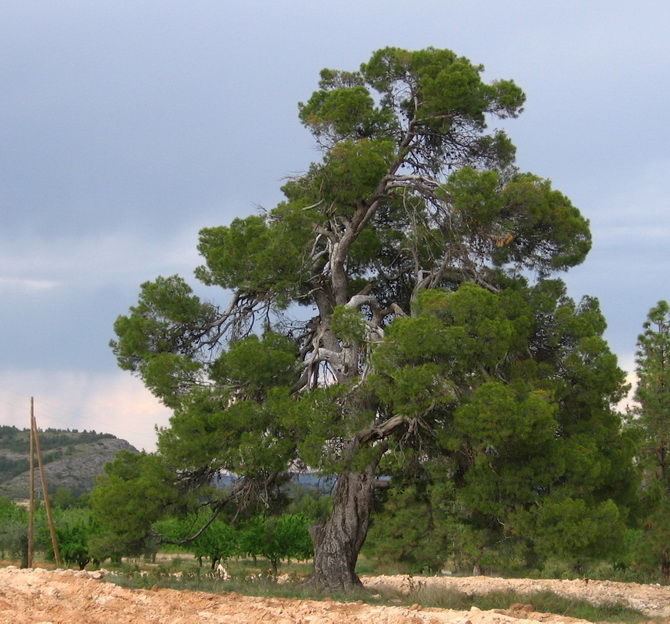
Habitus in Murcia (Spanien)

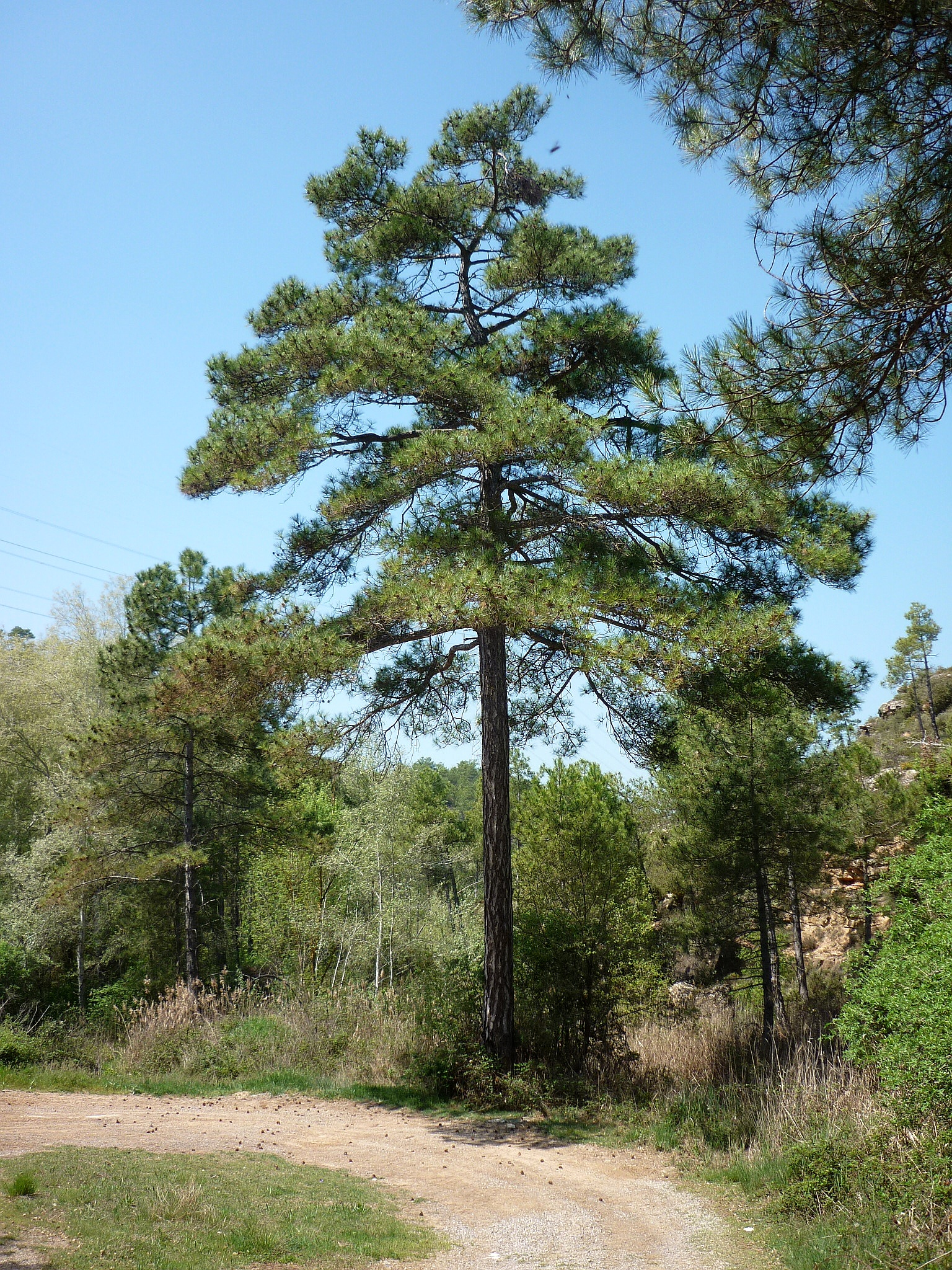
Habitus in Segarra (Spanien)

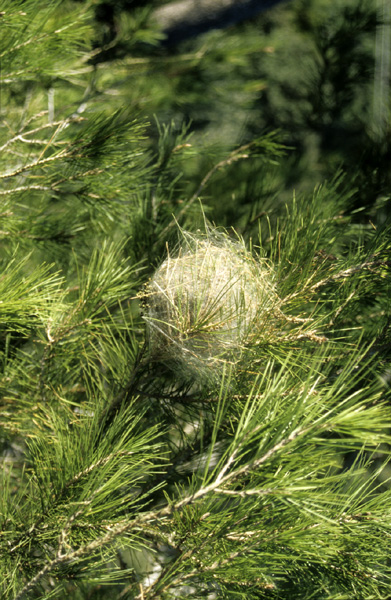
Aleppo-Kiefer mit einem Nest des Pinien-Prozessionsspinners (Traumatocampa pityocampa)

Die Aleppo-Kiefer ist an den Mittelmeerraum gebunden und bestockt rund 3 Millionen Hektar natürlicher Wälder. Sie hat natürliche Vorkommen in Marokko, Algerien, Tunesien, Libyen, Spanien, Frankreich, Italien, Kroatien, Bosnien und Herzegowina, Montenegro, Albanien, Nordmazedonien, Griechenland, in der Türkei, im Gebiet von Syrien und Libanon, in Israel und in Jordanien. In Portugal ist sie eingebürgert, in Slowenien nur kultiviert und in Zypern und Kreta ist die Ursprünglichkeit zweifelhaft.
In Nordafrika wächst sie von Marokko bis Libyen im Saharaatlas in Höhenlagen bis 2200 Metern. Im Norden kommt sie vom östlichen Spaniens über Südfrankreich, Italien und der Adriaküste der Balkanhalbinsel bis zu den Ionischen Inseln vor. In Griechenland erreicht sie die Ostgrenze ihrer europäischen Verbreitung, am Peloponnes steigt sie bis zu einer Höhenlage von 1000 Meter, in Chalkidiki bis 650 Meter. Im östlichen Mittelmeerraum kommt sie von Israel über Jordanien bis in die Türkei vor. Einige isolierte Populationen gibt es im Libanon, in Syrien und der südlichen Türkei inmitten des Areals der Kalabrischen Kiefer (Pinus brutia). Bestände auf Korsika, auf Rhodos und der südöstlichen Türkei werden als künstliche Anpflanzungen gedeutet. Die Aleppo-Kiefer fehlt in den meisten mitteleuropäischen Sammlungen, da sie nördlich der Alpen nur an wenigen vor strenger Kälte geschützten Standorten überleben kann.
Das Klima im Areal reicht von semi-arid über mediterran bis subhumid und humid. Die Jahresniederschläge reichen von 300 bis 1.000 mm, die Extremtemperaturen reichen von +50 °C bis −18,6 °C. Die Aleppo-Kiefer ist empfindlich gegen Spätfröste. Sie kommt hauptsächlich über Kalkgestein vor, gedeiht aber auch über Schiefer, Serpentin und Gneis. Das pH-Optimum liegt zwischen 6 und 7,5, die Grenzbereiche liegen bei pH 5 bzw. 8,6. Auf Salzböden wächst sie nicht, sie erträgt aber Meerwasser-Gischt.
Die Aleppo-Kiefer wächst meist in Mischbeständen mit verschiedenen Eichen-Arten, aber auch anderen Kiefern wie die Kalabrische Kiefer (Pinus brutia), der Schwarzkiefer (Pinus nigra), der See-Kiefer (Pinus pinaster), der Pinie (Pinus pinea) und anderen Nadelgehölzen wie der Griechischen Tanne (Abies cephalonica), der Spanischen Tanne (Abies pinsapo), der Atlas-Zeder (Cedrus atlantica), dem Stech-Wacholder (Juniperus oxycedrus) und dem Phönizischen Wacholder (Juniperus phoenicea). Vor allem in griechischen Wäldern kommt sie häufig zusammen mit dem Östlichen Erdbeerbaum (Arbutus andrachne), dem Westlichen Erdbeerbaum (Arbutus unedo), dem Behaarten Dornginster (Calicotome villosa), Carpinus duinensis, verschiedenen Zistrosen (Cistus), der Baumheide (Erica arborea), Erica verticillata, der Manna-Esche (Fraxinus ornus), dem Dornigen Ginster (Genista acanthoclada), dem Olivenbaum (Olea europaea), dem Mastixstrauch (Pistacia lentiscus), der Terpentin-Pistazie (Pistacia terebinthus), der Breitblättrigen Steinlinde (Phillyrea latifolia), der Dornigen Bibernelle (Poterium spinosum), der Kermeseiche (Quercus coccifera), der Steineiche (Quercus ilex), und der Flaumeiche (Quercus pubescens) vor. Der Unterwuchs kann unter günstigen Bedingungen so dicht werden, dass er die Naturverjüngung der Aleppo-Kiefer gefährdet.

## Häufige Verwechslung
In den Medien (Fernsehen, Bildbände, Internet) wird häufig die Pinie (lat.: Pinus pinea, engl.: Stone Pine) mit der im Mittelmeerraum dominierenden Aleppo-Kiefer (lat.: Pinus halepensis, engl.: Aleppo Pine) verwechselt. Es ist eher eine seltene Ausnahme, dass wirklich eine Pinie zu sehen ist, wenn von einer Pinie geredet wird. Ursache ist fast immer die falsche Übersetzung aus der englischen Sprache (englisch pine wird mit „Pinie“ anstatt, wie es richtig wäre, mit „Kiefer“ übersetzt). Am Standort kann die Aleppo-Kiefer leicht mit der See-Kiefer (Pinus pinaster) verwechselt werden, lässt sich von dieser aber anhand der gestielten Zapfen unterscheiden.

## Krankheiten und Schädlinge
Es werden drei Pilzarten genannt, die vor allem auf regionaler Ebene von Bedeutung sind. Der Gemeine Hallimasch (Armillaria mellea) verursacht vor allem auf der Insel Euböa große Schäden. Er dringt über die Wurzeln ein und führt zum Absterben der Bäume. Man findet diese Art vor allem in Mischbeständen mit Eichen, seltener in Reinbeständen.
Das Ockergelbe Mehlbecherchen (Cenangium ferruginosum) infiziert die Nadeln und verursacht eine Gelbfärbung dieser. Er kann auf die Zweigrinde übergreifen und Nekrosen und Harzaustritt verursachen. Befällt diese Art den Stamm, sterben darüberliegende Kronenteile ab. Er bildet Apothecien auf der befallenen Rinde. Die Art kommt vor allem in jungen Beständen vor, wo er alle 1 bis 3 Jahre epidemisch auftreten kann. Der Kiefernfeuerschwamm (Phellinus pini) tritt vor allem in der Umgebung von Athen, Thessaloniki und Kassandra auf. Er besiedelt und zersetzt das Kernholz lebender Bäume und macht diese dadurch anfälliger für Windwurf. Die Nematodenart Bursaphelenchus sexdentata löst eine Welkekrankheit aus. Der Bäckerbock (Monochamus galloprovincialis) frisst die Nadeln und nagt junge Zweige an, die oft absterben. Ein- bis dreijährige Triebe werden vom Großen Waldgärtner (Tomicus piniperda) ausgehöhlt und brechen später ab. Larven des Borkenkäfers Orthotomicus erosus fressen Gänge in die Rinde der Wirtsbäume. Ein sehr häufig vorkommender Schädling ist der Pinien-Prozessionsspinner (Traumatocampa pityocampa), dessen Raupen die Nadeln von jungen Bäumen fressen und in Nestern überwintern.

## Nutzung
Die Aleppo-Kiefer ist im Mittelmeerraum ein wichtiger Forstbaum und wird vielfältig genutzt. Das Holz hat eine mittlere Qualität und wird zu Bauholz, Spanplatten, Fässern und Möbeln verarbeitet. Weiterhin wird es als Gruben- und Brennholz verwendet. In manchen Bereichen Nordafrikas ist es eine wichtige Energiequelle. Aufgrund seiner Dauerhaftigkeit findet es auch im Schiffbau Verwendung.
Die Harzgewinnung spielte bis vor einigen Jahrzehnten eine große Rolle, hat heute jedoch keine wirtschaftliche Bedeutung mehr. Das Harz der Aleppo-Kiefer wird dem Retsina-Wein zugesetzt.
In Tunesien werden die Samen zur Herstellung der Süßspeise Assidat zgougou verwendet, die traditionell zum Geburtstag des Propheten Mohammed hergestellt wird.

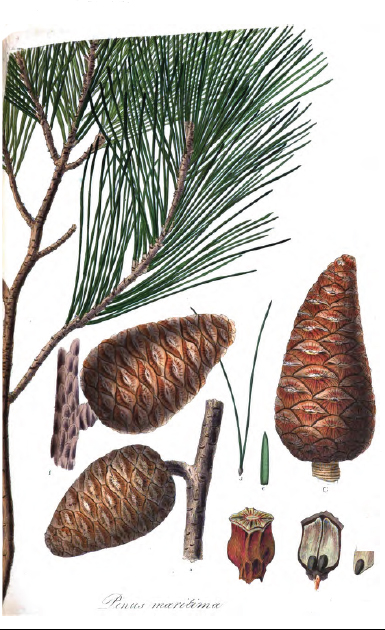
Illustration

## Systematik
Die Erstveröffentlichung von Pinus halepensis erfolgte 1768 durch Philip Miller in Gardener's Dictionary, 8. Auflage, Nummer 8.
Die Art Pinus halepensis gehört zur Subsektion Pinaster der Sektion Pinus aus der Untergattung Pinus innerhalb der Gattung Pinus. Aufgrund des großen Verbreitungsgebietes gibt es eine große innerartliche Variation. Die früher als Unterart der Aleppo-Kiefer geführte Kalabrische Kiefer (Pinus brutia) wird als eigenständige Art angesehen und ist das Schwestertaxon zu Pinus halepensis.
In der Region um Grado in Italien und auf der griechischen Halbinsel Chalkidiki treten natürliche Hybride zwischen diesen beiden Arten auf. Bei künstlichen Kreuzungsversuchen stellte sich heraus, dass eine Kreuzung nur gelingt, wenn Pinus brutia als Mutterbaum fungiert.